# Keszeg-ér
A Keszeg-ér Vas vármegyében Nick község közelében a Kis-Rábából ágazik le. A patak forrásától kezdve északkeleti irányban halad, majd Győrsövényháznál eléri a Rábcát. Hossza 50 km és néhány helyen szélessége eléri a 6 métert.
A Keszeg-ér vízgazdálkodási szempontból a Rábca és Fertő-tó Vízgyűjtő-tervezési alegység működési területét képezi.
A patakba útja során beletorkollik a Linkó-árok, illetve keresztezi a Répce-árapasztó-csatorna útját.

## Part menti települések
- Rábakecöl
- Vásárosfalu
- Beled
- Páli
- Magyarkeresztúr
- Sopronnémeti
- Szilsárkány
- Pásztori
- Csorna
- Barbacs
- Markotabödöge
- Győrsövényház